# Longitarsus cedarbergensis
Longitarsus cedarbergensis es una especie de insecto coleóptero de la familia Chrysomelidae. Fue descrita científicamente en 1999 por Biondi.